# Akwen Eldorado
Akwen Eldorado – polski miniserial sensacyjny w reżyserii Andrzeja Swata i z jego scenariuszem z 1988 roku, luźno nawiązujący do prawdziwego wydarzenia.

## Fabuła
Akcja dzieje się w Mikołajkach. Głównymi bohaterami są dwaj bracia – Wojtek (Łukasz Rybarski) i Jerzy (Artur Dziurman) Sobczykowie, rybacy. Mają wkrótce otrzymać własne mieszkanie, w tym celu przyjeżdżają do gospodarstwa rybackiego położonego nad Śniardwami. Z planów lokalowych nic nie wychodzi, jednak bracia postanawiają zostać na Mazurach. Pracują i remontują starą wynajętą chałupę. Wkrótce dokonują odkrycia – na jeziorze grasują kłusownicy okradający rybaków. Postanawiają przeciwstawić się przestępcom, w czym pomaga im zaprzyjaźniony ichtiolog Marek Strzałkowski (Jerzy Kryszak). Serial realizowano w Mikołajkach i Okartowie.

## Obsada

### Role główne
- Artur Dziurman jako Jerzy Sobczyk
- Łukasz Rybarski jako Wojciech Sobczyk, brat Jerzego

### Pozostałe role
- Małgorzata Bogdańska jako pielęgniarka Marta Rybaczewska
- Jerzy Kryszak jako ichtiolog Marek Strzałkowski
- Edmund Fetting jako szef gangu kłusowników
- Ryszard Bacciarelli jako lekarz
- Włodzimierz Bednarski jako prokurator Pitera
- Zbigniew Buczkowski jako taksówkarz, członek gangu
- Zygmunt Fok jako pracownik PGR-u
- Andrzej Gawroński jako Dmuchalski, właściciel restauracji
- Piotr Grabowski jako kłusownik Piotr Nalazek
- Waldemar Izdebski jako Krzysztof Rybaczewski, brat Marty, członek gangu
- Ryszard Kotys jako syn Ryszarda Sznajdera
- Zdzisław Kozień jako dyrektor PGR-u
- Marzena Manteska jako Agnieszka, dziewczyna Jerzego
- Jan Mayzel jako Krążek, współpracownik gangu
- Marek Obertyn jako „Misio”, członek gangu
- Janusz Paluszkiewicz jako strażnik Ryszard Sznajder
- Krzysztof Stelmaszyk jako komendant milicji
- Witold Bieliński jako milicjant
- Stanisław Brudny jako szef Terenowego Koła Ochrony Przyrody
- Janusz Cywiński jako strażnik śluzy, współpracownik gangu
- Jacek Domański jako milicjant
- Mieczysław Hryniewicz jako kolejarz
- Jan Jurewicz jako bijący się z Sobczykami na stacji
- Mieczysław Kadłubowski jako śledczy
- Zbigniew Korepta jako pijany rybak Rysio
- Leopold Matuszczak jako rybak na zebraniu
- Maciej Orłoś jako milicjant
- Sylwester Przedwojewski jako Henio, kelner w restauracji Dmuchalskiego
- Jacek Ryniewicz jako bijący się z Sobczykami na stacji
- Jerzy Słonka jako Byczyk, szef klubu sportowego
- Maciej Szary jako Jakub Melon, adwokat Krzysztofa i Nalazka
- Kazimierz Wysota jako Trynio

### Obsada dubbingu
- Marta Klubowicz jako Agnieszka, dziewczyna Jerzego
- Wojciech Wysocki jako Jerzy Sobczyk